# Liste der Monuments historiques in Verzy
Die Liste der Monuments historiques in Verzy führt die Monuments historiques in der französischen Gemeinde Verzy auf.

## Liste der Immobilien
| Bezeichnung                          | Beschreibung                                  | Standort                      | Kennzeichnung | Schutzstatus | Datum | Bild           |
| ------------------------------------ | --------------------------------------------- | ----------------------------- | ------------- | ------------ | ----- | -------------- |
| Blockhaus                            | Maschinengewehrbunker, zwischen 1914 und 1918 | am westlichen Ortsrand (Lage) | PA00078890    | Classé       | 1922  |                |
| Beobachtungspunkt auf dem Mont Sinaï | Bunker, zwischen 1914 und 1918                | westlich des Ortes (Lage)     | PA00078891    | Classé       | 1922  | weitere Bilder |

## Liste der Objekte
| Bezeichnung                                       | Beschreibung                                                                         | Standort                        | Kennzeichnung | Schutzstatus | Datum | Bild |
| ------------------------------------------------- | ------------------------------------------------------------------------------------ | ------------------------------- | ------------- | ------------ | ----- | ---- |
| Gemälde Unterweisung Mariens                      | Ölfarbe auf Leinwand, 18. Jahrhundert                                                | in der Kirche Notre-Dame (Lage) | PM51003608    | Inscrit      | 1989  |      |
| Gemälde Mariä Verkündigung                        | Ölfarbe auf Leinwand, 18. Jahrhundert                                                | in der Kirche Notre-Dame (Lage) | PM51003607    | Inscrit      | 1989  |      |
| Skulptur Madonna mit Kind                         | Stein, 14. Jahrhundert                                                               | in der Kirche Notre-Dame (Lage) | PM51001153    | Classé       | 1908  |      |
| Gemälde Heiliger Sebastian                        | Ölfarbe auf Leinwand, 17. Jahrhundert                                                | in der Kirche Notre-Dame (Lage) | PM51003596    | Inscrit      | 1989  |      |
| Gemälde Johannes der Täufer                       | Ölfarbe auf Leinwand, 17. Jahrhundert                                                | in der Kirche Notre-Dame (Lage) | PM51003600    | Inscrit      | 1989  |      |
| Gemälde Mariä Heimsuchung                         | Ölfarbe auf Leinwand, 18. Jahrhundert                                                | in der Kirche Notre-Dame (Lage) | PM51003606    | Inscrit      | 1989  |      |
| Skulptur einer Märtyrerin                         | Holz, 18. Jahrhundert                                                                | in der Kirche Notre-Dame (Lage) | PM51003604    | Inscrit      | 1989  |      |
| Gemälde Martyrium des heiligen Bartholomäus       | Ölfarbe auf Leinwand, 17. Jahrhundert                                                | in der Kirche Notre-Dame (Lage) | PM51003597    | Inscrit      | 1989  |      |
| Zehn Gemälde Leben des heiligen Basolus von Verzy | Ölfarbe auf Holz, um 1840                                                            | in der Kirche Notre-Dame (Lage) | PM51003131    | Inscrit      | 1980  |      |
| Gemälde Heiliger Nikolaus                         | Ölfarbe auf Leinwand, 17. Jahrhundert                                                | in der Kirche Notre-Dame (Lage) | PM51003602    | Inscrit      | 1989  |      |
| Kruzifix                                          | Holz, 17. oder 19. Jahrhundert                                                       | in der Kirche Notre-Dame (Lage) | PM51003603    | Inscrit      | 1989  |      |
| Skulptur Heilige Agatha                           | Holz, 18. Jahrhundert                                                                | in der Kirche Notre-Dame (Lage) | PM51003605    | Inscrit      | 1989  |      |
| Hauptaltar                                        | Altartisch, Tabernakel und Baldachin; Marmor, Holz, farbig gefasst, 18. Jahrhundert  | in der Kirche Notre-Dame (Lage) | PM51001154    | Classé       | 1981  |      |
| Marienaltar                                       | Altartisch, Tabernakel, Retabel und Baldachin; Holz, farbig gefasst, 18. Jahrhundert | in der Kirche Notre-Dame (Lage) | PM51001155    | Classé       | 1981  |      |
| Basolusaltar                                      | Altartisch, Tabernakel und Retabel; Holz, farbig gefasst, 18. Jahrhundert            | in der Kirche Notre-Dame (Lage) | PM51001156    | Classé       | 1981  |      |
| Gemälde Segnung eines Pilgers                     | Ölfarbe auf Leinwand, 17. Jahrhundert                                                | in der Kirche Notre-Dame (Lage) | PM51003601    | Inscrit      | 1989  |      |
| Gemälde Heiliger Basolus von Verzy                | Ölfarbe auf Leinwand, 17. Jahrhundert                                                | in der Kirche Notre-Dame (Lage) | PM51003599    | Inscrit      | 1989  |      |
| Gemälde Madonna mit Kind                          | Ölfarbe auf Leinwand, Holzrahmen, 18. Jahrhundert                                    | in der Kirche Notre-Dame (Lage) | PM51003598    | Inscrit      | 1989  |      |
| Messgeschirr                                      | im Koffer; Silber, vergoldet, 18. und 19. Jahrhundert                                | in der Kirche Notre-Dame (Lage) | PM51003718    | Inscrit      | 2017  |      |
| Gemälde Kreuzigung                                | Ölfarbe auf Leinwand, 17. Jahrhundert                                                | in der Kirche Notre-Dame (Lage) | PM51003609    | Inscrit      | 1989  |      |